# L'Hôpital de la transfiguration
Pour plus de détails, voir Fiche technique et Distribution.
L'Hôpital de la transfiguration (Szpital Przemienienia) est un film de guerre polonais réalisé par Edward Żebrowski (pl) et sorti en 1979. 
Inspiré par une nouvelle éponyme de Stanislas Lem, le sujet du film est l'extermination des patients d'un hôpital psychiatrique peu après le début de la Seconde Guerre mondiale (Aktion T4). Le film se concentre sur le personnage du Dr Stefan (Piotr Dejmek), qui ose protester contre les expériences contraires à l'éthique menées sur les patients par le personnel de l'hôpital avant même l'arrivée des Allemands dans l'enceinte de l'établissement. Le film a reçu un accueil extrêmement positif de la part des critiques et a remporté plusieurs prix (notamment au Festival du film polonais de Gdynia et au Festival international du film de Locarno). L'esthétique du film et l'analyse des raisons de l'acceptation de l'oppression nazie ont été citées comme des points forts, tandis que le manque de réalisme de la guerre au profit d'une certaine stylisation a été mal comprise par certains critiques.

## Synopsis
L'action du film commence à la fin de l'année 1939, lorsque le jeune médecin Stefan arrive dans un hôpital psychiatrique fermé pour y trouver un emploi. Adhérant à des principes humanistes, mais peu concret dans ses opinions, Stefan est pris en charge par le directeur de l'hôpital, le Dr Pajączkowski, puis acquiert de l'expérience sous les soins du cynique Dr Rygier, qui ne cache pas ses opinions pro-nazies. Stefan observe avec désapprobation le comportement de Rygier, qui soumet les patients à des traitements expérimentaux dégradants, y compris des chocs électriques. L'opération susmentionnée que Rygier pratique sur Andrew, un ingénieur atteint d'un cancer du cerveau, a pour conséquence que le patient perd presque ses facultés mentales. Stefan remarque également les obsessions des autres médecins : le Dr Kauters préfère les méthodes exclusivement chirurgicales pour traiter les patients, tandis que le Dr Marglewski ne voit dans la maladie mentale que la manifestation d'une possession.
Bientôt, le SS Thiesdorf arrive à l'hôpital et annonce la liquidation de l'hôpital psychiatrique. La visite de Thiesdorf provoque une multiplicité d'attitudes différentes parmi le personnel de l'hôpital. Au fil du temps, Stefan se rebelle de plus en plus contre Rygier, mais il ne peut compter sur l'intercession de Pajaczkowski, que Rygier accuse d'être un scientifique « maçonnique » d'avant l'occupation. Pajączkowski réprimande Stefan en lui disant qu'il vaut mieux ne pas nuire aux patients plutôt que de les prendre en pitié. Pendant ce temps, l'écrivain toxicomane Sekułowski, réfugié à l'hôpital, accuse amèrement le jeune médecin de manquer d'expérience de la vie. Pendant ce temps, le Dr Nosilewska avoue secrètement à Stefan qu'elle a fui l'Autriche après son occupation par les nazis. Stefan prend conscience de l'idéalisme de la jeune femme, mais il devient aussi le témoin des erreurs médicales de ses confrères : l'opération ratée de Kauters, le charlatanisme de Marglewski...
Le moment de la liquidation de l'hôpital approche. Le directeur Pajączkowski, impuissant, ne parvient pas à convaincre Rygier, Kauters et Marglewski d'accepter une action spontanée pour sauver les patients. Il n'est soutenu que par Stefan, qui distribue les médicaments restants aux patients et, à la demande de Sekułowski, lui ajoute du cyanure ; les registres sont également brûlés. Lorsque les Allemands entrent dans l'hôpital, ils arrêtent une partie du personnel ; Nosilewska est arrêtée en tant que juive et Pajaczkowski partage son sort. Sekułowski avale du cyanure lors d'une tentative d'arrestation et se suicide. Les SS font sortir le personnel et les patients de l'hôpital du bâtiment pour les exécuter. Stefan, qui se cache des Allemands, tente de faire sortir un jeune garçon caché sous une blouse d'hôpital, mais celui-ci meurt dans ses bras. Apercevant une patrouille de SS dans les bois, Stefan tente de s'échapper et disparaît dans la brume, tandis que le peloton d'exécution tire sur les patients et les autres membres du personnel, qui sont ensuite recouverts de terre.

## Fiche technique
- Titre français : L'Hôpital de la transfiguration[1]
- Titre original : Szpital Przemienienia[2],[3]
- Réalisation : Edward Żebrowski (pl)
- Scénario : Edward Żebrowski (pl), Michał Komar (pl), d'après la nouvelle éponyme de Stanislas Lem
- Photographie : Witold Sobociński
- Montage : Urszula Śliwińska
- Musique : Stanisław Radwan (pl)
- Décors : Tadeusz Wybult (pl)
- Société de production : Studio Filmowe „Tor”
- Pays d'origine :  Pologne
- Langues originales : polonais
- Format : noir et blanc et couleurs - 1,75:1 - Son mono - 35 mm
- Genre : film de guerre
- Durée : 90 minutes
- Dates de sortie :
  - Pologne : 28 mars 1979
  - France : 10 décembre 2019

## Distribution
- Piotr Dejmek (pl) - Dr. Stefan
- Jerzy Bińczycki - ingénieur Andrzej Nowacki, un patient de l'hôpital
- Henryk Bista - médecin Kauters
- Ewa Dalkowska - Docteur Nosilewska
- Gustaw Holoubek - écrivain Zygmunt Sekułowski
- Zygmunt Hübner - médecin Pajączkowski, directeur d'hôpital
- Ryszard Kotys - infirmier Joseph
- Wojciech Pszoniak - Docteur Marglewski
- Zbigniew Zapasiewicz - Docteur Rygier
- Władysław Kowalski (pl) - patient de l'hôpital
- Elżbieta Karkoszka - patiente à l'hôpital
- Marcin Troński - Docteur Kozlowski